# Pieter van Abeele

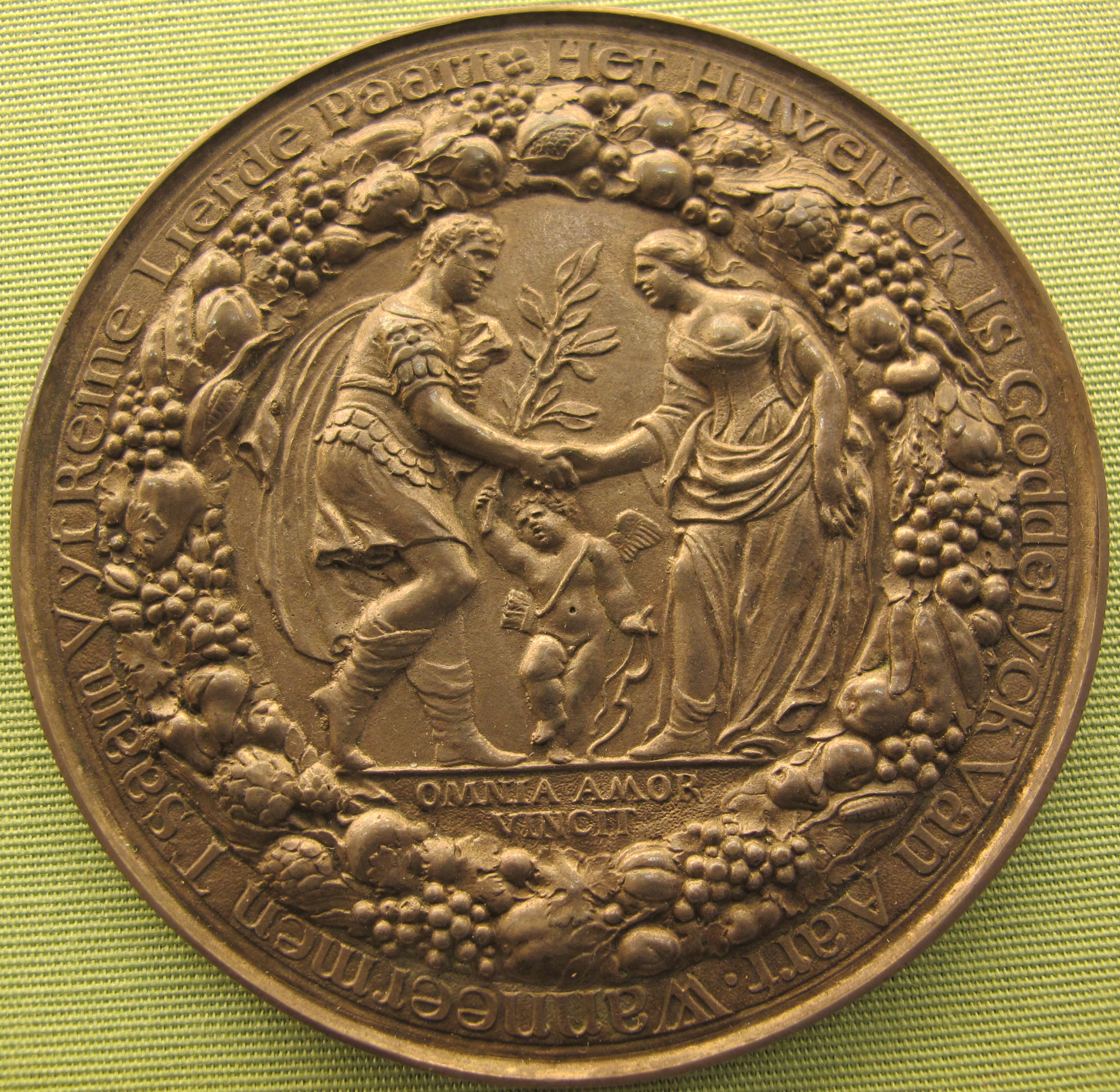
Hochzeitsmedaille, ca. 1660

Pieter van Abeele, auch Pieter van den Abeele, (* 1608 in Middelburg; † 21. Februar 1684 in Amsterdam [Bestattung]) war ein niederländischer Stempelschneider, tätig in Amsterdam.
Er fertigte vor allem silbernen Denkmünzen, die vor allem Mitglieder des Hauses Oranien darstellen, außerdem niederländische Flottenführer.